# Нигари, Мир Хамза
Мир Хамза Нигари (азерб. Mir Həmzə Nigari; 1805—1886) — азербайджанский поэт. Писал под псевдонимом Нигари. Шейх накшбандийского тариката.

## Жизнь
Мир Хамза Нигари Гарабаги (Сейид Нигари) родился в 1805 году в селении Джиджимли Бергушадского магала (ныне Лачинский район Азербайджана) Карабахского ханства.
Его отец Мир Рюкнеддин Эфенди также был поэтом-суфием, писал под псевдонимом Мир Паша. Сейид Нигари стал одним из последних поэтов-суфиев тюркского мира и шейхом секты Накшибенди.
Сеид Нигяри получил всестороннее образование в Карабахе и Ширване. Он стал одним из руководителей освободительного движения мюридизма, направленного против экспансионистской политики царской России. Поэтому власти решили сослать его в Сибирь. Чтобы избежать этой ссылки, Мир Хамза уехал в Анатолию, где встретился со своим учителем Исмаил Сираджеддин Эфенди, эмигрировавшим из Ширвана.
Последующие годы жизни нашего поэта прошли на фоне бурных событий, происходивших как в Анатолии, так и на родине поэта.
Мир Хамза умер 15 октября 1886 года в Анатолии, в Харпуте. Согласно завещанию, он был похоронен в городе Амасия, хотя в одном стихотворении, написанном задолго до своей смерти, завещал похоронить его в родном Карабахе.

## Творчество
Карабахской розой нежной уязвлен,

Благодарствую тебе я, Карабах,

Я косулей вольных гор твоих пленен,

Долы, горы и да будут при хлебах.

Источают очи слезы день-деньской,

Был я стройным, стан согнулся тетивой

И душа моя заходится тоской,

Как я вспомню заповедный наш эйлаг.

Там красуни - ангелочки хороши,

Речи сладки, слаще меда не ищи,

В Гарагаше бьют волшебные ключи,

Напоит живой водой Хамза булаг.

Нигяри, ты жил, скитаясь и скорбя,

Сенью милой не сподобил рок тебя,

Жду весны я, дни разлуки торопя,

Донесет ли ветер весть про Карабах?